# Maison de la culture du Plateau-Mont-Royal

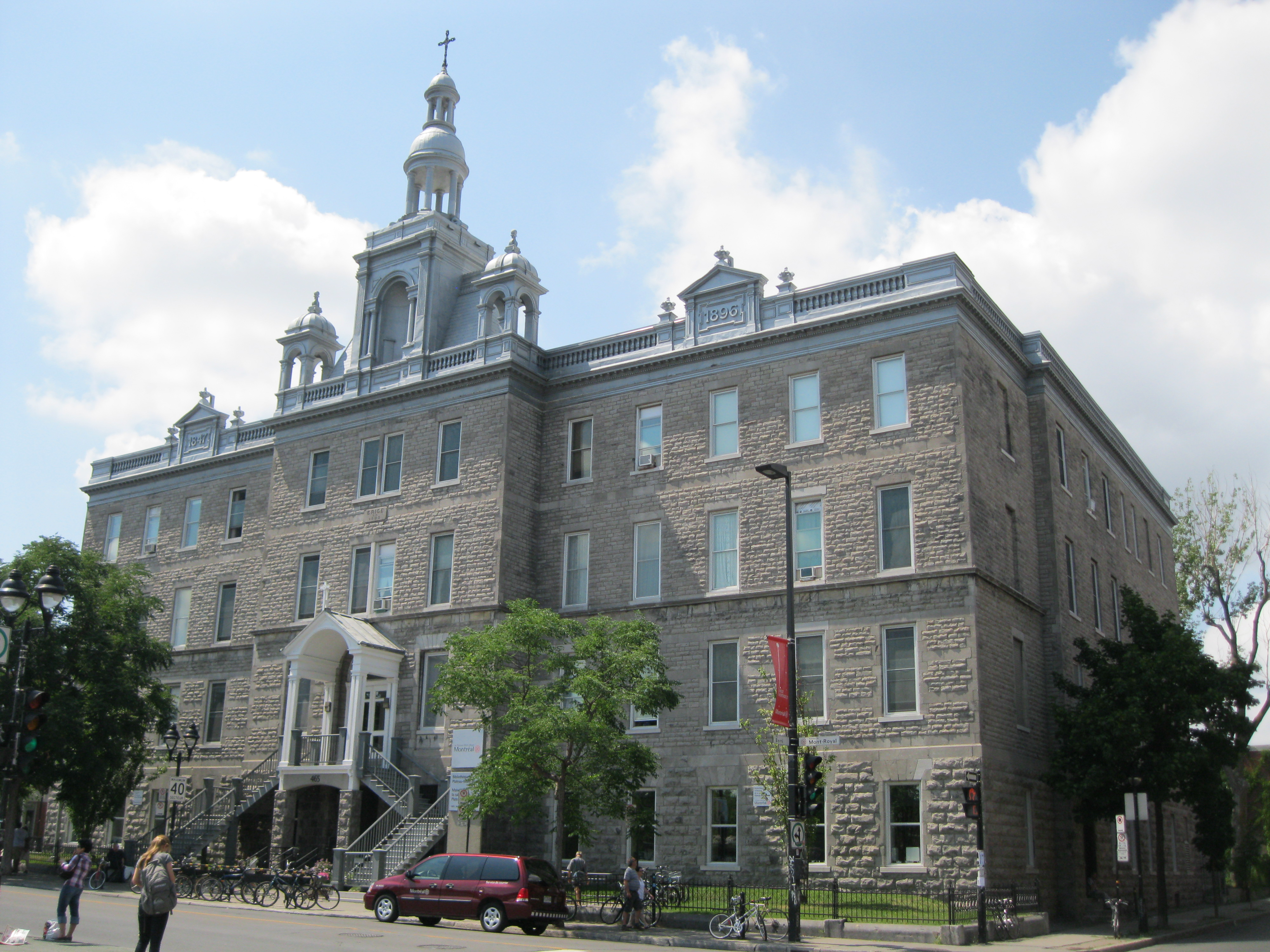
L'ancien pensionnat Saint-Basile abrite la maison de la culture du Plateau-Mont-Royal

La maison de la culture du Plateau-Mont-Royal est l'une des maisons de la culture de Montréal. Elle est un service géré par la Ville de Montréal et sa principale mission est d’assurer la diffusion d’événements culturels gratuitement.
Inaugurée le 26 juin 1984, elle partage avec la bibliothèque du Plateau-Mont-Royal, le rez-de-chaussée de l'édifice situé au 465, avenue du Mont-Royal Est, face à la station de métro Mont-Royal, dans l'arrondissement du Plateau-Mont-Royal. Elle est la quatrième maison de la culture de la ville de Montréal.

## Installations et événements
La maison de la culture du Plateau-Mont-Royal propose annuellement plus de 125 représentations et une vingtaine d’expositions qui intéressent quelque 20 000 personnes. 
Concerts de musique électroacoustique, soirées de poésie musicale, discussion-rencontre avec des chorégraphes ou des cinéastes; la programmation de la maison de la culture reflète bien l’effervescence artistique.
La maison de la culture du Plateau-Mont-Royal a un auditorium de 120 sièges.

## L'immeuble
L'immeuble où se trouve la maison de la culture du Plateau-Mont-Royal est l'ancien pensionnat Saint-Basile. Il fut construit en 1895-1896 selon les plans de Jean-Baptiste Resther et fils pour les Sœurs de Sainte-Croix et des Sept-Douleurs qui en furent propriétaires de 1895 à 1964. La Commission des écoles catholiques de Montréal en fut propriétaire de 1964 à 1980. Depuis 1980, l'immeuble appartient à la Ville de Montréal.

## Projet d'un nouveau pôle culturel du Plateau Mont-Royal
Les dirigeants de l'arrondissement ont développé en 2009 un projet de créer un nouveau pôle culturel sur le terrain de stationnement du Centre communautaire du monastère du Très-Saint-Sacrement. Le nouveau pôle prévoit, entre autres, l'intégration de la bibliothèque de la Maison de la culture du Plateau-Mont-Royal. Toutefois, en juin 2010, aucune décision finale n'était prise sur ce projet.